# Науменко, Владлен Васильевич
Владле́н Васи́льевич Нау́менко (укр. Владлен Васильович Науменко;  1 ноября 1947, Орша, Витебская область, Белорусская ССР, СССР — 15 ноября 2024) — советский футболист и украинский тренер, футбольный функционер. Мастер спорта СССР (1970).

## Игровая карьера
В футбол начинал играть в Тернополе. В течение семи лет играл в клубе «Авангард» (Тернополь), в составе которого в 1968 году стал чемпионом Украины.
В 21 год получил звание Мастера спорта СССР, выступая за сборную «Авангарда» в первенстве СССР среди обществ и ведомств (1965 — чемпион).
В конце 1970 года по приглашению Евгения Лемешко перешёл в «Судостроитель» (Николаев). В 1971 провёл сезон за «корабелов», по окончании которого был призван в армию. Службу проходил в тираспольской «Звезде».
С 1974 снова в Николаеве. За 6 лет провел 204 игры, забил 6 мячей, был капитаном команды.

## Тренерская карьера
С 1980 года — на тренерской работе. Сначала работал в команде КФК «Океан» (Николаев), затем в «Судостроителе».
С 1982 года с небольшим перерывом трудился в ДЮСШ «Судостроитель» (ныне — СДЮШОР «Николаев»). В конце 80-х годов параллельно являлся тренером юношеской сборной УССР. В 1989 году вместе с Валерием Шведюком привёл команду к выигрышу кубка ЦК ВЛКСМ «Надежда». Трижды занимал второе и один раз — третье.
В 1992 году работал главным тренером «Эвиса». Привлёк в команду Забранского, Мызенко, Ульяницкого и других. Однако по итогам сезона команда вылетела из высшей лиги.
В 2000-х годах работал в Николаевской областной федерации футбола. Инспектировал матчи чемпионата области.
16 ноября 2024 года был обнаружен у себя дома. Приблизительная дата смерти 13 ноября.

## Достижения
- Чемпион УССР: 1968 (в составе Авангарда).